# هوو (فیلم)
هوو فیلمی به کارگردانی، نویسندگی و تهیه‌کنندگی علیرضا داوودنژاد محصول سال ۱۳۸۴ است.

## خلاصه
مرد میان سالی به نام عطا، همه کارهای اداری و مالی کارش را به همسرش سپیده واگذار کرده‌است.

## بازیگران
- رضا عطاران
- مریم کاویانی
- رضا داوودنژاد
- علی صادقی
- رعنا آزادی‌ور
- محمدرضا داوودنژاد
- احترام‌السادات حبیبیان
- سپیده علایی